# Partito Marxista-Leninista di Germania
Il Partito Marxista-Leninista Tedesco (in tedesco Marxistisch-Leninistische Partei Deutschlands, MLPD) è un partito comunista ortodosso marxista-leninista e maoista, che fa riferimento al pensiero di Marx, Engels, Lenin, Stalin e Mao Zedong. Propone al proletariato tedesco ed europeo la rivoluzione per rovesciare la borghesia e l'instaurazione della dittatura del proletariato al fine di costruire il socialismo come nuovo modello politico economico.
Il Partito fu fondato nel 1982 dai membri più di sinistra dell'Unione dei Lavoratori Comunisti di Germania e divenne il più grande partito della sinistra radicale tedesca. I suoi primi militanti venivano dalle contestazioni studentesche degli anni sessanta e settanta, che in Germania erano state particolarmente tiepide.
Ha un proprio organo ufficiale, Rote Fahne.
Benché i comunisti del MLPD ritengano non utile al proletariato il  parlamentarismo, il MLPD ha assunto a volte posizioni poco chiare sulla questione. Nel 1998 e nel 2005, per esempio, ha partecipato alle elezioni, mentre nel 2002 le ha boicottate.
L'attuale presidente del Partito è Stefan Engel.